# Abdul Karim
Hafiz Mohammed Abdul Karim (hindi: हाफ़िज़ मुहम्मद अब्दुल करीम, urdu: حافظ محمد عبد الكريم) CIE, CVO, känd som "Munshi", född 1863 i Lalitpur nära Jhansi i nuvarande Uttar Pradesh, död i april 1909 i Agra, var en indisk muslimsk betjänt hos drottning Viktoria av Storbritannien. Han arbetade hos henne under de sista 15 åren av hennes regeringstid och blev hennes favorittjänare.